# Lulu (bande dessinée)
Pour les articles homonymes, voir Lulu.
 (avril 2018).
- Si vous ne connaissez pas le sujet, laissez ce bandeau (vous pouvez alors contacter les auteurs).
- Si vous supprimez le contenu mis en cause (vous pouvez préalablement contacter les auteurs),

argumentez précisément cette suppression dans la page de discussion
(un manque de référence n'est pas un argument ; une recherche réelle de référence doit avoir été effectuée, être formellement documentée).
Lulu est une bande dessinée diffusée par le magazine jeunesse Astrapi. Elle est créée par Delphine Saulière pour le scénario, Bernadette Després pour les illustrations et Christine Couturier pour les couleurs.
Cette bande dessinée traite dans chaque épisode des problèmes courants chez les enfants (peur du dentiste, de la rentrée, travail scolaire, vol, etc.).
Les lecteurs sont alors invités à répondre à Astrapi pour donner leur opinion sur le sujet.

## Personnages

### La famille Lafleur
- Lulu (Lucie de son vrai nom) : l'héroïne ; elle est souvent concernée par la plupart des soucis
- Vanessa : la grande sœur, souvent peste ; elle est parfois concernée dans les épisodes et se moque de Lulu dans les histoires où elle n'est pas concernée. Elle aide parfois Lulu.
- Jean-Louis et Hélène : le père, informaticien et la mère, infirmière. Ils sont tous les deux à l'écoute de Lulu, même s'ils la grondent quand elle ne range pas, ou désobéit. Ils ne disposent par contre pas de beaucoup de temps, leurs métiers étant plutôt prenants.
- Nicolas et Justine : les cousins. Leurs parents ont divorcé.
- Charlotte : La tante de Lulu.
- Aurélien : Cousin de Lulu, fils de Charlotte.
- Mamita : la grand-mère paternelle de Lulu.
- Firmin : C'est l'oncle de Lulu et le petit frère de Jean-Louis.

### À l'école
- Tim : le meilleur ami de Lulu. Ses parents sont vraiment sévères et veulent le faire réussir (ils ne trouvent jamais ses notes assez bonnes). Il a deux petits frères jumeaux.
- Élodie : meilleure amie de Lulu. Ses parents sont divorcés. Elle a maintenant une belle-mère et un demi-frère.
- Félix : le « rebelle de la classe ». Il fait souvent parti des moqueurs, des bagarreurs et de ceux qui dérangent les autres en classe ou en récré.
- Jules : il aide souvent Félix . Il apparaît moins dans la BD.
- Matthias : il aide aussi Félix dans ses bêtises. Son père est mort. Il apparaît moins dans la BD.
- Ling : Une copine de Lulu. Elle est vietnamienne et a été adoptée.
- Mansour : C'est un ami de Lulu dans la BD et un ami de Félix dans les romans, ce qui ne l'empêche pas de jouer avec Lulu.
- Alexis : c'est le petit ami de Lulu (seulement dans les livres).
- Jennifer : c'est une frimeuse qui a été la petite amie d'Alexis pendant un moment (seulement dans les livres)
- Morgane : c'est la meilleure amie de Vanessa. Elle semble quand même un peu plus gentille avec Lulu que Vanessa.
- Isabelle : l'institutrice de Lulu, sévère mais juste, en général.
- Jane :  Une nouvelle élève irlandaise, qui a fait partie de certaines histoires (Il y a une nouvelle dans la classe / Tim n'ose pas dire qu'il est amoureux de Jane). Elle n’apparaît plus, ayant déménagé dans la BD Je suis triste parce que Jane déménage.
- Mélissa : une élève qui apparaît surtout dans les livres. Lulu est un peu jalouse, la trouvant « très belle », « sportive », etc dans Je me trouve nulle.  Dans une des bandes dessinées, on apprend qu'elle vit dans une famille recomposée.
- Jessica : Elle apparaît dans de plus en plus de bandes dessinées.
- Rémi : il apparaît dans plusieurs histoires et semble prendre la place de Jules et Matthias (Seulement dans la BD) .

## Albums
Des albums ont été publiés sous le titre C'est la vie Lulu.
1. 2004 : Ma grande sœur me commande
2. 2004 : Je déteste être timide
3. 2004 : J'ai peur des mauvaise notes
4. 2004 : On se moque de moi !
5. 2005 : Je suis amoureuse
6. 2005 : Je me dispute avec ma copine
7. 2005 : Je ne peux jamais faire ce que je veux !
8. 2005 : Je n'ose pas avouer mes bêtises
9. 2006 : Je me trouve nulle
10. 2006 : Je suis rackettée
11. 2006 : On me traite de garçon manqué
12. 2006 : Ma mère a trahi mon secret
13. 2007 : J'ai le trac
14. 2007 : Je me fais toujours gronder
15. 2007 : J'ai honte de ce que j'ai fait
16. 2010 : Je ne suis plus un bébé !
17. 2012 : J'ai plein d'activités
18. 2012 : Je hais la cantine
19. 2012 : J'ai peur de la rentrée
20. 2012 : Je veux un chien
21. 2013 : Je vais à l'hôpital
22. 2013 : Je suis bavarde
23. 2014 : Je m'ennuie
24. 2014 : Je suis jalouse
25. 2015 : Je n'arrive pas à m'endormir
26. Je veux jouer sur internet
27. Je veux être une star

Autres albums
C'est la vie Lulu petits docs est une reprise des BD sous différents thèmes avec des témoignages et des conseils.
1. L'école, c’est pas si facile !, 2008
2. Ah ! Les garçons..., 2008
3. Mes parents n'ont jamais le temps !, 2009
4. Dur, dur les complexes !, 2009
5. Aïe, bientôt les vacances !, 2009
6. Ah... les copains d’école, 2009
7. À la mode, comme les autres !, 2010
8. Encore des disputes avec ma sœur !, 2010
9. Quel caractère !, 2010
10. Mes parents ne veulent pas !, 2010
11. Petits et gros mensonges !, 2011
12. Je m’ennuie en vacances !, 2011
13. Des soucis à l’école, 2011
14. Ma sœur m’énerve !, 2012
15. Je veux un amoureux !, 2012
16. C’est pas la forme !, 2012
17. Je suis une grande, 2013
18. Mes parents ne sont pas contents !, 2013

- Hors série1: Mon cahier rentrée : championne à l’école, 2013
- Hors-série 2 : Mon cahier top forme : une année en superforme !, 2014